# Tiranet cuallarg de Bahia
El tiranet cuallarg de Bahia (Stigmatura bahiae / Stigmatura napensis bahiae) és una espècie d'ocell passeriforme de la família dels tirànids (Tyrannidae), pertanyent al gènere Stigmatura que fins recentment (2022) era considerada una subespècie de Stigmatura napensis. És endèmica del nord-est àrid del Brasil.

## Distribució i hàbitat
Es distribueix únicament en el nord-est del Brasil, des de l'est de Piauí, sud de Ceará i Rio Grande do Norte al sud, per Pernambuco, Alagoas i Sergipe, fins a Bahia i extrem nord de Minas Gerais.
Aquesta espècie és considerada poc comuna en el seu hàbitat natural: els matolls àrids sobrepastorats de la caatinga fins als 600 m d'altitud.

## Descripció
Mesura 13 cm de longitud. Exhibeix una llarga cua amb les rectrius vorejades de blanc. Les parts superiors són grises amb una llista superciliar groguenca i les inferiors de color beix. Les ales presenten les cobertores blanques ben destacades. Es diferencia del llunyà S. napensis per les parts superiors més brunenques i les inferiors de beix groguenc més apagat.

## Comportament
És trobat regularment al costat del tiranet cuallarg gros (Stigmatura budytoides) però aquest prefereix ambients més exuberants i es distingeixen millor per les vocalitzacions.

### Alimentació
S'alimenta principalment d'insectes, en parella o en grups familiars, que busca intensament entre el fullatge i les branques i a vegades en el sòl.4

### Reproducció
Construeix el niu de branques seques ben amagat en el mitjà del fullatge d'un arbust, a una altura que pot variar entre 70 cm i 1 m del sòl. La boca del niu és de 40 mm x 40 mm i té una profunditat de 25 mm i una altura de 30 mm. La posta pot ser de dues a tres ous que pesen 1,2 g i mesuren 17 mm x 12 mm.

### Vocalització
El cant és un repetitiu «pur, pi-dir-pur, pi-dir-pur, pi-dir-pur» o un solitari «pi-dir-pur» o «pi-dir».

## Sistemàtica

### Descripció original
L'espècie S. bahiae va ser descrita per primera vegada per l'ornitòleg estatunidenc Frank Michler Chapman en 1926 sota el nom científic Stigmatura budytoides bahiae; la localitat tipus és Juazeiro, al nord de Bahia, el Brasil»; l'holotip, un mascle adult capturat el novembre de 1907, es troba dipositat en el Museu Americà d'Història Natural, a Nova York, sota el número AMNH 140075.

## Etimologia
El nom genèric Stigmatura es compon de les paraules del grec antic «stigma, stigmatos» que significa “punt”, “taca”, i «oura» que significa “cua”; i el nom de l'espècie, bahiae, es refereix a la localitat tipus, l'estat de Bahia, el Brasil.

## Taxonomia
Durant molt de temps, aquesta espècie va ser tractada com la subespècie S. napensis bahiae per diversos autors taxonòmics i classificacions. Alguns autors, com Ridgely & Tudor (2009), ja la consideraven com a espècie plena, amb base en diferències morfològiques i de vocalització amb l'espècie nominal.
Més recentment el Manual dels Ocells del Món (HBW) i Birdlife International (BLI) van considerar a Stigmatura bahiae com una espècie separada amb base en la gran distància geogràfica de la nominal, diferències de vocalització i diferències menors de plomatge; el que va ser seguit per les principals classificacions.